# La Calma (Sales de Llierca)
La Calma és una muntanya de 1.083 metres que es troba al municipi de Sales de Llierca, a la comarca catalana de la Garrotxa.
Al cim podem trobar-hi un vèrtex geodèsic (referència 300084001).
Des del cim de La Calma hi ha una vista de 360 graus que permet copsar tot el territori de l'Alta Garrotxa i de la plana del Fluvià. Es tracta doncs d'un destí recomanat per fer excursions a peu.